# Diuris platichila
Diuris platichila är en orkidéart som beskrevs av Robert Desmond David Fitzgerald. Diuris platichila ingår i släktet Diuris och familjen orkidéer. Inga underarter finns listade i Catalogue of Life.